# 岳切渓谷
岳切渓谷（たっきりけいこく）は、大分県宇佐市院内町定別当の温見川上流にある渓谷。耶馬日田英彦山国定公園内にある。

## 概要
温見川の上流にあり、延長約2kmにわたって耶馬渓溶岩が造った一枚岩の上を清流が流れる。下流の最奥部には落差27mの大飛の滝があり、渓谷の入口から滝までは遊歩道が整備されている。水深は足首程度(10〜20cm)と浅く、夏には沢歩きが楽しめる。
豊の国名水15選に選ばれている名水の地でもあり。管理棟近くの湧水は自由に汲むことができる。
夏にはキャンプ場（バンガローのみ）も開かれる。

## 交通
- 鉄道・バス：JR九州日豊本線宇佐駅からバスで70分、田所停留所下車、徒歩約20分。
- 車：大分自動車道玖珠ICから、国道387号、県道27号を岳切トンネル方面へ約30分。